# Jackson Rathbone
Jackson Rathbone (volledige naam: Monroe Jackson Rathbone V, Singapore, 14 december 1984) is een Amerikaanse acteur. Hij speelde onder meer Jasper Hale in de vijf Twilight-films, gebaseerd op een reeks gelijknamige boeken van Stephenie Meyer.

## Achtergrond
Rathbone werd geboren in Singapore en groeide op in Indonesië, Londen, Connecticut, Noorwegen en uiteindelijk Midland, Texas. In zijn middelbareschooltijd was hij lid van een lokale theatergroep. Hij volgde een opleiding tot beroepsacteur aan de Interlochen Arts Academy in Interlochen (Michigan), waar hij een voorliefde ontwikkelde voor het klassieke theater. Aanvankelijk had hij plannen zich daarin verder te bekwamen aan de Royal Scottish Academy in Edinburgh, maar hij raakte via een vriend betrokken bij de filmindustrie in Los Angeles.
Jackson en zijn vriendin, Sheila Hafsadi, kregen op 5 juli 2012 een zoontje; Monroe Jackson Rathbone VI . Op 29 september 2013 trouwde het stel. Op 31 mei 2016 kreeg het stel een dochter; Presley Bowie Rathbone.

## Carrière
Rathbone had gastrollen in de televisieseries The O.C. en Close to Home en Criminal Minds. Terugkerende personages speelde hij in de series Beautiful People en Aim High. Ook werkte hij bij Disney Channel, waar hij interviews verzorgde. Rathbone speelde in films als Molding Clay, Pray for Morning, Travis and Henry en The Last Airbender. In 2008 speelde hij voor het eerst Jasper Hale, in de eerste Twilight-film.
Rathbone speelt ook in de band 100 Monkeys, samen met Ben Graupner, Ben Johnson, Lawrence Abrahams ('uncle Larry') en Jerad Anderson.

## Prijzen
Jackson 'won' op 26 februari 2011 een Golden Raspberry Award 2010 in de categorie 'Slechtste mannelijke bijrol', voor zijn bijdrage in de films The Last Airbender en The Twilight Saga: Eclipse.

## Filmografie
- 2005: River's End
- 2006: Pray for Morning
- 2006: The O.C. (televisieserie, 2 afleveringen)
- 2006: Beautiful People (televisieserie zestien afleveringen)
- 2007: The Valley of Light (televisiefilm)
- 2007: The War at Home (televisieserie, 2 afleveringen)
- 2007: Big Stan
- 2008: Senior Skip Day
- 2008: Twilight
- 2009: Hurt
- 2009: S. Darko
- 2009: Dread
- 2009: The Twilight Saga: New Moon
- 2010: The Twilight Saga: Eclipse
- 2010: The Last Airbender
- 2010: Girlfriend
- 2011: The Twilight Saga: Breaking Dawn part 1
- 2012: The Twilight Saga: Breaking Dawn Part 2
- 2012: Zombie Hamlet
- 2012: Cowgirls n' Angels